# Catherine the Great (minissérie)
Catherine the Great é uma minissérie anglo-americana em quatro partes escrita por Nigel Williams e dirigida por Philip Martin para a Sky Atlantic e HBO. É estrelado por Helen Mirren como a personagem-título Catarina II da Rússia.
A minissérie estreou integralmente em 3 de outubro de 2019 no Reino Unido. E estreou em 21 de outubro de 2019 na HBO nos Estados Unidos. O programa também foi distribuído mundialmente pela Sky Vision.

## Elenco e personagens

### Principal
- Helen Mirren como Catarina II da Rússia[1]
- Jason Clarke como Grigory Potemkin
- Rory Kinnear como Nikita Ivanovich Panin
- Gina McKee como Condessa Praskovya Bruce
- Kevin R. McNally como Alexei Orlov
- Richard Roxburgh como Grigory Orlov
- Joseph Quinn como Paulo I
- Clive Russell como O Louco
- Paul Kaye como Yemelyan Pugachev
- Paul Ritter como Alexander Suvorov

### Recorrentes
- Thomas Doherty como Pyotr Zavadovsky
- Iain Mitchell como Sacerdote Arsenius
- Georgina Beedle como Natalia Alexeievna
- John Hodgkinson como Pyotr Rumyantsev
- Phil Dunster como Andrey Razumovsky
- James Northcote como Alexander Bezborodko
- Antonia Clarke como Maria Feodorovna
- Adam El Hagar como Valerian Zubov

### Convidados
- Lucas Englander como Vasily Mirovich
- Simon Thorp como Captain Danilo Vlasev
- Ellis Howard como Ivan VI of Russia
- Sam Palladio como Alexander Vasilchikov
- Andrew Rothney como Alexander Dmitriev-Mamonov
- Aina Norgilaite como Elena
- Andrew Bone como Charles Joseph, Príncipe de Ligne
- Raphael Acloque como Platon Zubov
- Felix Jamieson como Alexandre I da Rússia

## Filmagens
A maior parte das gravações ocorreram na Lituânia, devido ao cenário e incentivos fiscais favoráveis ao cinema - Vilnius, Mosteiro Pažaislis e Castelo da Ilha Trakai. Grande parte das filmagens, em particular os episódios que acontecem na sala do trono, muitos episódios do corredor, o baile a fantasia no final do 1° episódio e as cenas que acontecem nas escadas do lado de fora do palácio, foram filmadas no Palácio Rundāle na Letônia. Outras cenas foram filmadas em São Petersburgo, no Palácio de Peterhof e no Palácio de Catarina em Tsarskoye Selo, Rússia.

## Prêmios e indicações
| Ano  | Prêmio                | Categoria                                               | Indicado(s) | Resultado | Ref.  |
| ---- | --------------------- | ------------------------------------------------------- | --- | --------- | ----- |
| 2020 | BAFTA TV Awards       | Melhor Maquiagem e Figurino                             | Kirstin Chalmers | Indicado  | [ 5 ] |
| 2020 | BAFTA TV Awards       | Melhor Título e Identidade Gráfica                      | Elastic | Indicado  | [ 5 ] |
| 2020 | Golden Globe Awards   | Melhor Atriz – Minissérie ou Telefilme                  | Helen Mirren | Indicado  | [ 6 ] |
| 2020 | Primetime Emmy Awards | Melhor Edição de Som para Minissérie, Filme ou Especial | Jim Goddard, Craig Butters, Duncan Price, Matthew Mewett, Andrew Glen, Anna Wright e Catherine Thomas (pelo "4° episódio") | Indicado  | [ 7 ] |
| 2020 | Satellite Awards      | Melhor Atriz – Minissérie ou Telefilme                  | Helen Mirren | Indicado  | [ 8 ] |